# セヴェルヌィ島
セヴェルヌィ島（セヴェルヌィとう、ロシア語: Северный остров、英語: Severny Island）はロシア北部、アルハンゲリスク州、ノヴァヤゼムリャ列島の北島。ロシア語名も「北の島」を意味する。面積は4万8904平方キロメートル。ノヴァヤゼムリャ列島は世界でも最大級の列島の一つである。非常に細いマトチキン海峡でユージヌィ島と隔てられている。
セヴェルヌィ島はいくつもの氷河で知られており、氷床に厚く覆われている。現在はロシア軍の基地であり、泊地を持っている。最北部のジェラニエ岬には気象観測所があり、フリッシングスキー岬がこの島の最東部になっている。民間人の立ち入りは許可されていない。